# الكجور
الكجور ممارسة روحية منتشرة لدى قبائل أفريقية وفي السودان تمارسها قبائل النوبة في منطقة جبال النوبة، ولا تكتسب بالتعلم والموهبة وصاحب الكجور حسب ما يعتقده أهل النوبة هو شخص صالح قريب من الله وكل مايقوم به هو أن يطلب الشيء من الله فيحققه الله بواسطته واذا مات تنتقل روح الكجور إلى شخص آخر. وهناك أسطورة تقول أن الكجور هو في الأصل مخلوق سماوي أو هو الوسيط الروحي أو شخص تقمصته الأرواح وتعلقت به وأكسبته مقدرات خارقة كعلاج المرضى وإنجاح الزراعة والحماية من الأرواح الشريرة.

## أنواعه
1- الكجور الأبيض: يسمى بالكجور الصالح ويستخدم لمصلحة الإنسان كالعلاج وهطول الأمطار وحراسة المزروعات وحمايتها وذلك في ظل المحافظة على تأدية المراسم الخاصة بالكجور.
2- الكجور الأحمر: حامل هذا الكجور يعمل أعمال شريرة ويصعب على الإنسان العادي النظر في عيونه لحدتها وتوهجها، وهو مكروه لدى الجميع، ويستطيع الكجور الصالح إبطال سحره ويعرف بالكجور الأسود في بعض المناطق.
3- تدكا (الكجور المهرج): نوع خاص ويقوم به أشخاص مختلفين لديهم صفات غير عادية وأعمال مخالفة للعادة البشرية وعندما تظهر تلك الصفات على الشخص يتم تنصيبه لتسليمه القصبة السحرية ليستخدمها في آداء عمله وذلك عبر طقوس محددة وبعد أن يشهد له الكجور الكبير. ويتصف حامل هذا الكجور بالطيبة والرقة ويعمل صاحب هذا الكجور بجانب الكجور الأبيض في حراسة الناس ومكافحة الغش والخداع ويُعد هذا النوع من الكجور بهجة المناسبة لأنهم يخطفون الأضواء لمنع الحسد وحماية الناس من الإصابة بالعين.

### اختصاصات الكجور
وتعتبرالكجور عمود العمل المُنشط للحياة في مختلف مناطق جبال النوبة، وتتمثل اختصاصاته في:
1- المطر
2- الرياح
3- النار
4- شؤون الصيد والمحاصيل والأسبار (أعمال وطقوس يقوم بها الكجرة وتعد الأداة التنفيذية لعمل الكجورية)

### الأدوات والتأهيل
كأس من القرع يصب فيها ماء نقي ويوضع به نوع خاص من الحصاة.
الكوكاب: وهو الأداة الرئيسية التي تكمن فيها روح الكجور.

## اعتقاد وثني
يسود وسط القبائل الوثنية السودانية اعتقاد بأن الكجور يقوم على الوراثة واختيار القوى الخفية، لكن تعتقد بعض الشعوب الأخرى أن هذا الأمر يُمكن اكتسابه بممارسة طقوس محددة كالرياضة الروحية والألم والقدرة على التحمل أو الرققص العنيف أو (اليوغا) وغيرها من الطقوس مثل: سلخ الوجه حيث يعتقد البعض بأن سلخ الطبقتين الأولى والثانية من الوجه يكسبهم الحساسية المرهفة التي تقودهم إلى بلوغ (البعد الثالث) وتجاوز الحالة الإنسانية العادية

### أدواره ومهامه
1- يرافق الأموات في رحلة انتقالهم أو ذهابهم
2- العلاج والقيام بدور الطبيب
3- مستشار اجتماعي